# جو فرينش
جو فرينش (بالإنجليزية: Joe French)‏ (1885 بساوثهامبتون في المملكة المتحدة - ) هو لاعب كرة قدم بريطاني في مركز الدفاع. لعب مع نادي ساوثهامبتون ونادي غيلينغهام وFreemantle F.C. ‏.